# Trevor Howard
Trevor Wallace Howard-Smith (n. 29 septembrie 1913, Cliftonville⁠(d), Anglia, Regatul Unit al Marii Britanii și Irlandei – d. 7 ianuarie 1988, Bushey⁠(d), Anglia, Regatul Unit) a fost un actor englez de film și TV.

## Filmografie
- 1944 The Way Ahead
- 1945 Scurtă întâlnire (Brief Encounter)
- 1945 The Way to the Stars
- 1946 I See a Dark Stranger
- 1946 Green for Danger
- 1947 They Made Me a Fugitive
- 1947 So Well Remembered
- 1949 The Passionate Friends
- 1949 Al treilea om (The Third Man), regia Carol Reed
- 1950 Odette
- 1950 Golden Salamander
- 1950 The Clouded Yellow
- 1951 Lady Godiva Rides Again
- 1952 Outcast of the Islands
- 1952 The Gift Horse
- 1953 The Heart of the Matter
- 1954 La mano dello straniero
- 1955 Les amants du Tage
- 1955 The Cockleshell Heroes
- 1956 Run for the Sun
- 1956 Ocolul Pământului în 80 de zile (Around the World in Eighty Days)
- 1957 Interpol
- 1957 Manuela
- 1957 A Day in Trinidad, Land of Laughter (narator)
- 1958 Cheia (The Key), regia Carol Reed
- 1958 The Roots of Heaven
- 1960 Malaga
- 1960 Sons and Lovers
- 1962 The Lion
- 1962 Revolta de pe Bounty (Mutiny on the Bounty), regia Lewis Milestone
- 1963 Man in the Middle
- 1964 Father Goose
- 1965 Operațiunea Crossbow (Operation Crossbow), regia Michael Anderson
- 1965 Expresul colonelului von Ryan (Von Ryan's Express), regia Mark Robson
- 1965 Morituri
- 1965 The Liquidator
- 1966 The Poppy Is Also a Flower
- 1966 Eddie Chapman agent secret (Triple Cross), regia Terence Young
- 1967 Pretty Polly
- 1967 Duelul lung (The Long Duel), regia Ken Annakin
- 1968 The Charge of the Light Brigade
- 1969 Bătălia pentru Anglia (Battle of Britain), regia Guy Hamilton
- 1970 Fiica lui Ryan (Ryan's Daughter), regia David Lean
- 1970 Twinky
- 1971 Kidnapped
- 1971 The Night Visitor
- 1971 To Catch a Spy
- 1972 Maria Stuart (Mary, Queen of Scots), regia Charles Jarrott
- 1972 The Offence
- 1972 Pope Joan
- 1972 Ludwig
- 1973 Casa păpușilor (A Doll's House)
- 1973 Who?
- 1974 11 Harrowhouse
- 1974 Persecution
- 1974 Cause for Concern (narator)
- 1974 Craze
- 1975 The Count of Monte Cristo (film TV)
- 1975 Conduct Unbecoming
- 1975 Hennessy
- 1976 Așii înălțimilor (Aces High), regia Jack Gold
- 1976 Albino
- 1976 The Bawdy Adventures of Tom Jones
- 1976 Eliza Fraser
- 1977 The Last Remake of Beau Geste
- 1977 Babel Yemen (voce)
- 1978 Slavers
- 1978 Stevie
- 1978 Superman I (Superman), regia Richard Donner
- 1979 Meteor
- 1979 Hurricane
- 1980 The Shillingbury Blowers
- 1980 The Sea Wolves
- 1980 Sir Henry at Rawlinson End
- 1981 Windwalker
- 1981 Light Years Away, altă denumire Les Années lumière
- 1981 The Great Muppet Caper
- 1982 The Missionary
- 1982 Gandhi, regia Richard Attenborough
- 1984 Flashpoint Africa
- 1984 Sword of the Valiant
- 1985 Dust
- 1986 Time After Time
- 1986 Foreign Body
- 1986 Shaka Zulu
- 1986 Peter the Great (serial TV)
- 1988 White Mischief
- 1988 The Dawning
- 1988 The Unholy